# Antoni Czajkowski
Antoni Czajkowski (ur. 13 czerwca 1816 w Krakowie, zm. 9 lutego 1873 w Petersburgu) – polski poeta, tłumacz oraz prawnik.

## Życiorys
Antoni Czajkowski był synem Pawła Czajkowskiego. W 1841 zadebiutował literacko tomem Niektóre poezje, wydanym w Warszawie i dobrze przyjętym przez krytykę. Utrzymywał kontakty z Cyganerią Warszawską i należał do kółka towarzysko-literackiego nazywanego Cech Głupców. Od 1845 poświęcił się pracy naukowej z zakresu prawa. Został profesorem dawnego prawa polskiego na Uniwersytecie Petersburskim. W Petersburgu należał też do komitetu redakcyjnego czasopisma „Słowo”. W 1863 Cyprian Kamil Norwid zadedykował mu wiersz Fortepian Szopena.

## Twórczość
Autor publikował dzieła z zakresu prawa oraz poezje i bajki dla dzieci. Tłumaczył na język polski m.in. Georga Byrona (poemat Beppo), Johanna Wolfganga Goethego (jako pierwszy przełożył Hermana i Dorotę), Augusta Barbiera. Cechą charakterystyczną twórczości Czajkowskiego była stylizacja (biblijna, baśniowa, ludowa) oraz wykorzystywanie poezji narracyjnej. Poetykę ludową traktował jednak z dystansem, a nawet zabawowo, wprowadzając np. w Baśni współczesne sobie realia (księżniczka interesuje się Heglem i Guizotem oraz gra na fortepianie). Takie humorystyczne wykorzystanie folkloru było nietypowe dla epoki.

### Wybrane publikacje
- Rozprawa historyczna o prawach kobiet
- Baśń o żelaznym wilku i królewiczu (z podania gminnego) (1843)
- Madej
- Poezye Antoniego Czaykowskiego (1841)
- Na dzień urodzin następcy tronu Połączonych Królestw Wielkiej Brytanii i Irlandyi, xięcia saskiego, Cornwall i Rothsay, hrabi Carrick, barona Renfrew, lorda Wysp i Wielkiego Stewarda Szkocyi, xięcia Walii i hrabi Chester (1841)
- Poezje (1845)